# Luiz Borges Júnior
Luiz Borges Júnior (Lages, 30 de novembro de 1942 - Florianópolis, 7 de fevereiro de 2016) foi um engenheiro agrônomo, líder do segmento da maçã no Brasil. Foi presidente da Associação Brasileira de Produtores de Maçã (ABPM) por 16 anos, tendo ocupado também a presidência do Instituto Brasileiro de Frutas (IBRAF). É reconhecido tanto por sua grandeza profissional e associativa, como humana.
"Foi a época que o engenheiro agrônomo Luiz Borges iniciou a sua odisseia, a da consolidação da cultura da macieira do Brasil."
"O brasileiro, Engº Agrº Luiz Borges Júnior, começou a trabalhar no Grupo Renar em 1967. Destacou-se no atendimento técnico à pomicultura. Por primeiro, divulgou e incentivou o plantio de macieira em curvas de nível. Tornou-se pomicultor, e Presidente da Associação Brasileira de Produtores de Maçã - ABPM."

## Formação Acadêmica
Luiz Borges Júnior formou-se como engenheiro agrônomo pela Universidade Federal do Rio Grande do Sul (UFRGS) em 1966, com especializações nos Estados Unidos e Alemanha.

## Pomicultura
A cidade de Fraiburgo em Santa Catarina é considerada um centro produtor de maçãs e precursora neste tipo de cultivo no Brasil, com amplos pomares de maçã, os quais são favorecidos pelas temperaturas baixas durante o inverno. O início do plantio na região aconteceu na década de 1960, com a efetiva participação de Luiz Borges.

## Atividades Associativas
- 1975/1981 Presidente da Associação Catarinense de Fruticultores de Clima Temperado[7]
- 1982/1994 Presidente da Associação dos Fruticultores de Fraiburgo[7]
- 1988/2004 Presidente da ABPM Associação Brasileira de Produtores de Maçã[1]
- 2004/2016 Sócio-Benemérito ABPM Associação Brasileira de Produtores de Maçã[1]
- 1994/2002 Diretor do IBRAF - Instituto Brasileiro de Frutas[1]
- 1995/1998 Membro efetivo do Grupo de Trabalho de Frutas - (GTF)
- 1994/2008 Membro externo do Conselho Assessor Externo da Embrapa
- 2004/2005 Presidente da Comissão de Fruticultura da Confederação Nacional da Agricultura e Pecuária do Brasil - (CNF/CNA)[8]
- 2002/2010 Presidente do Conselho do Ibraf - Instituto Brasileiro de Fruta[9]
- 2010/2016 Sócio Benemérito do IBRAF
- 2002/2016 Membro do Conselho de Produção Integrada de Frutas do Ministério da Agricultura, Pecuária e Abastecimento (MAPA)[7]
- 2010/2016 Consultor Especial da Câmara Setorial da Cadeia Produtiva da Fruticultura do Ministério da Agricultura, Pecuária e Abastecimento (MAPA).[10]

## Homenagens
Foi homenageado com a Medalha de Honra ao Mérito Anita Garibaldi, maior honraria do Estado de Santa Catarina em 2006. A Câmara Municipal de Fraiburgo denominou "Luiz Borges Júnior" a Galeria de Cidadãos Honorários de Fraiburgo em reconhecimento ao agrônomo., o município também decretou luto oficial quando de seu falecimento. Foi homenageado durante a abertura da colheita da maçã em 12 de fevereiro de 2010, em Lages (SC), junto com outros técnicos envolvidos, pelos incansáveis e essenciais trabalhos realizados à frente do Programa de Erradicação da Cydia pomonella. Na abertura do III Seminário Internacional de Fruticultura em Vacaria , Pierre Nicolas Pérès, Presidente ABPM - Associação Brasileira de Produtores de Maçã, apresentou homenagem ao Dr. Luiz Borges Júnior. A esposa, Luiza Madalena Borges, acompanhada da filha, Ana Maria Borges, receberam o “Reconhecimento e a Gratidão” prestados a ele pelo Setor Maçã.

## Registros
- Produtores de maçã querem abrir mercado asiático: "Os produtores de maçã querem abrir o mercado asiático à fruta brasileira. A chegada do produto aos países da região depende, contudo, de acordos fitossanitários e de análise de risco entre os governos, explica o presidente da Associação Brasileira dos Produtores de Maçã (ABPM), Luiz Borges Júnior." [16]
- Você sabe como Fraiburgo virou a Terra da Maçã? E qual o panorama da produção hoje no município? "o engenheiro agrônomo LUIZ BORGES JUNIOR, que participou de todos os processos do cultivo de maçã no município. Ninguém melhor do que ele para explicar porque Fraiburgo é a Terra da Maçã!" [17]